# Practololo
Il practololo è un antagonista competitivo dei recettori b-adrenergici; esso possiede una più elevata affinità per i recettori b1 piuttosto che per i b2 ed è pertanto cardioselettivo. Non presenta alcuna azione stabilizzante di membrana, ma svolge un'attività simpaticomimetica intrinseca pari al 15-20% di quella dell'isoprenalina.
Negli anni settanta il practololo è stato ritirato dal commercio poiché il suo impiego per via orale è stato associato all'insorgenza della cosiddetta sindrome oculomucocutane.

## Caratteristiche
Studi sperimentali effettuati sia su volontari sani che su pazienti hanno dimostrato che il farmaco esercita un effetto cronotropo negativo a riposo e inoltre riduce l'incremento della frequenza cardiaca indotto da sforzo o dalla somministrazione di catecolamine. Nel volontario sano il practololo non influenza in maniera significativa la pressione sanguigna a riposo, ma riduce l'incremento pressorio da esercizio fisico. Esso non modifica la pressione arteriosa polmonare né le resistenze periferiche né la gittata cardiaca.
Il practololo inibisce la lipolisi indotta da catecolamine in maniera meno spiccata del propranololo.
Il practololo viene completamente assorbito dal tratto gastrointestinale; concentrazioni ematiche massime di 0,5-0,9 µg/ml e di 1,5-3 µg/ml sono raggiunte 1-3 ore dopo somministrazione orale di dosi singole di 100 e 200 mg, rispettivamente. Il farmaco ha un'emivita plasmatica di 10-13 ore (media: 11,5 ore). Esso si distribuisce rapidamente nell'organismo raggiungendo nella maggior parte dei tessuti (ad eccezione del cervello) livelli almeno 5 volte superiori a quelli ematici. Il suo volume di distribuzione è di 1,6 l/kg e il suo legame con le proteine plasmatiche è trascurabile (< 5%). Il practololo viene escreto nel latte dove raggiunge concentrazioni pari a 4 volte le concentrazioni ematiche materne.
Nell'uomo il farmaco non subisce alcuna biotrasformazione e il 74-100% di una dose viene escreto nelle urine come molecola immodificata entro 48 ore.
Il practololo ha trovato impiego nel trattamento e nella profilassi dell'angina pectoris, ma attualmente non è più in commercio a causa della sindrome oculomucocutanea ad esso correlata.
Il practololo era anche impiegato nel controllo delle aritmie indotte da un'eccessiva attività simpatica: aritmie associate a una patologia cardiaca di natura organica (es. tachiaritmie post-infartuali), tachicardia da ansietà, effetti indesiderati da farmaci broncodilatatori simpaticomimetici, aritmie da tireotossicosi e da anestesia.
Il practololo veniva somministrato per via orale in dosi iniziali di 100–200 mg 2-3 volte al giorno da aumentare, a seconda della risposta terapeutica, fino a 1200 mg al giorno.
Nel trattamento di emergenza delle aritmie cardiache e delle crisi di tireotossicosi il farmaco era somministrato per fleboclisi lenta in una dose unica da 5 mg da ripetere, se necessario, fino a un dosaggio totale di 20 mg.

## Ritiro dal commercio
Negli anni settanta il practololo è stato ritirato dal commercio poiché il suo impiego per via orale è stato associato all'insorgenza della cosiddetta sindrome oculomucocutanea. Tale patologia era caratterizzata da: a) rash psoriasiforme con ipercheratosi del palmo delle mani e della pianta dei piedi e con lesioni laterali delle dita; b) cheratocongiuntivite secca con caratteristici cambiamenti sottocongiuntivali di tipo fibrotico (principalmente nel fornice) e, più raramente, ulcerazione corneale con conseguente opacizzazione e perdita della vista; c) otite media bilaterale di tipo secretorio con conseguente sordità; d) peritonite sclerosante che consisteva in un inspessimento del peritoneo viscerale che finiva per racchiudere l'intestino come in un bozzolo di tessuto fibroso con rischio di ostruzione intestinale subacuta; e) raramente, pleurite sclerosante bilaterale con o senza infiltrazioni negli angoli costofrenici; f) raramente, una pericardite sclerosante di natura costrittiva.

## Effetti collaterali
In seguito all'impiego di practololo, oltre alla sindrome oculomucocutanea, si sono riscontrate sindromi lupoidi caratterizzate da rash cutanei associati a febbre e a dolori articolari. Si potevano osservare anche altri effetti collaterali transitori come nausea, parestesie, stipsi, bradicardia, ipotensione, insufficienza cardiaca, broncospasmo, disturbi del sonno, vertigini, senso di affaticamento agli arti inferiori, sensazione di calore agli arti superiori, blocco AV.
L'impiego di practololo risultava controindicato nei pazienti con blocco cardiaco di 2º e 3º grado, acidosi metabolica, insufficienza cardiaca refrattaria alla digitale, bradicardia marcata, shock cardiogeno. Il farmaco non era raccomandato durante la gravidanza.
L'escrezione del practololo risultava marcatamente ridotta in presenza di grave insufficienza renale; la sua emivita plasmatica veniva prolungata notevolmente, ma poteva essere ridotta dall'emodialisi.
Nei pazienti diabetici il practololo poteva mascherare la tachicardia indotta da una crisi ipoglicemica; in tali pazienti era quindi necessario aggiustare le dosi dell'ipoglicemizzante.
In letteratura è noto soltanto un caso di sovradosaggio da practololo. Un paziente affetto da disturbi mitralici di origine reumatica e da depressione mentale aveva ingerito 9 g di farmaco senza riportare sintomi di scompenso cardiaco.
Il practololo, come gli altri beta bloccanti, può aumentare l'azione inotropa negativa degli antiaritmici di classe I come per esempio la disopiramide. Nei pazienti affetti da insufficienza ventricolare sinistra l'uso concomitante di verapamil e beta bloccanti può indurre depressione miocardica grave. Il practololo può potenziare l'ipertensione rebound indotta dalla sospensione brusca del trattamento con clonidina.
La somministrazione contemporanea di practololo e anestetici che causano depressione miocardica (es. etere, cloroformio, ciclopropano, tricloroetilene) dovrebbe essere evitata.

## Caratteristiche chimiche
È una polvere fine, incolore. Poco solubile in acqua (1:400) e in cloroformio (1:200), moderatamente solubile in alcool (1:40), solubilissima in acido acetico diluito.
- p.f. = 141-144 °C
- pKa = 9,5

In clinica viene utilizzata la forma racemica.
La sostanza, in soluzione acquosa acida, assorbe nell'UV alla lunghezza d'onda di 243 nm e, in soluzione metanolica, a 248 nm. Lo spettro IR, registrato in KBr, mostra assorbimenti identici a quelli di uno standard di riferimento (1642, 1497, 1234, 1515, 822, 1019 cm1). Lo spettro di massa presenta frammenti principali a 72, 30, 151, 43, 109, 56, 57, 108 m/z. L'esame TLC su piastre ricoperte di gel di silice G, 250 µ di spessore, impregnate di soluzione metanolica di potassio idrossido 0,1 M; eluente: metanolo/ammoniaca concentrata (100/1,5); rivelante: potassio permanganato soluzione acida; Rf=0,45. L'esame HPLC su colonna Spherisorb S5W, 5 µ, 12,5 cm x 4,9 mm; eluente: ammonio perclorato 0,01 M in 1000 ml di metanolo, portato a pH 6,7 per aggiunta di 1 ml di sodio idrossido 0,1 M in metanolo; k'=0,5. Con il test di Liebermann si ottiene una colorazione nera.